# Roberto Canella Suárez
Roberto Canella Suárez (nascut el 7 de febrer de 1988 a Llaviana, Astúries) és un exfutbolista asturià que jugava de defensa.